# Белов, Владимир Сергеевич (пианист)
Владимир Сергеевич Белов (26 июля 1906, Киржач, Владимирская губерния — 22 января 1989, Москва) — советский пианист и музыкальный педагог.

## Биография
Сын хорового дирижёра Сергея Павловича Белова, который преподавал в семинариях, работал в Киржаче, Костроме, Симбирске. Начал учиться музыке в Симбирском музыкальном техникуме у Е. М. Савёловой (ученицы А. Н. Есиповой). С 1922 г. продолжил занятия в Московской консерватории у С. А. Козловского, а с 1924 г. у Ф. М. Блуменфельда. Одновременно с 1925 г. начал работать концертмейстером в классах С. М. Козолупова, К. Г. Мостраса, Б. О. Сибора и других педагогов. Окончив консерваторию в 1929 году, занял место ассистента в классе своего наставника Блуменфельда, после его смерти в январе 1931 г. довёл класс до экзаменов (в числе выпускников Мария Гринберг). Затем работал ассистентом в классе Г. Г. Нейгауза, с 1935 г. доцент кафедры фортепиано; преподавал также в музыкальном училище при консерватории, а в 1970—1971 гг. — в Киевской консерватории. В разные годы учениками Белова были пианисты и педагоги Станислав Нейгауз, Борис Землянский, композиторы Андрей Волконский, Эдисон Денисов, Александр Кондратьев (Балтин).
В 1928—1938 гг. Белов был пианистом-солистом Московской филармонии и других концертных организаций, гастролировал по Советскому Союзу, однако в дальнейшем его карьера солиста по разным причинам практически прекратилась, и он сосредоточился на преподавательской деятельности. Кроме того, Белову принадлежит ряд фортепианных транскрипций (Фридерик Шопен, Сергей Рахманинов, Юрий Шапорин и др.), под его редакцией вышли издания некоторых фортепианных сочинений Шопена, Ференца Листа, Блуменфельда, отмеченные подробностью и тщательностью дополнительных указаний. Опубликованы воспоминания Белова о Блуменфельде (в книге «Воспоминания о Московской Консерватории», 1966) и о Станиславе Нейгаузе (в сборнике «Станислав Нейгауз. Воспоминания. Письма. Материалы», 1988).
Этюды Блуменфельда в исполнении Белова вошли в состав грампластинки «Ученики Блуменфельда», выпущенной в 1990 году фирмой «Мелодия», наряду с записями Симона Барера, Владимира Горовица и Марии Гринберг.

## Фотографии из архива В.С.Белова
- Владимир Сергеевич Белов за роялем.
- Вечер класса В.С.Белова 15 февраля 1946 года
- Концерт фортепианного факультета 1946 года: А.В.Шацкес, М.Н.Неменова-Лунц, Ю.В.Брюшков, В.С.Белов
- Грампластинка «Ученики Ф.М.Блуменфельда»
- Вечер памяти В.С.Белова 14.09.2006 в Рахманиновском зале Московской консерватории
- Вечер памяти В.С.Белова 14.09.2006 в Рахманиновском зале Московской консерватории